# 阿部乃美久
阿部乃美久（日语：阿部乃 みく，1993年10月18日—），日本前AV女優。所屬事務所是FUNSTAR PROMOTION。
出生於大分縣。興趣是去咖啡店和看BL類動畫。擅長於Cosplay，尤其是扮男装。
在2013年以一位雙性戀的AV女優出道，其藝名是來自於安倍經濟學。由於僅出道半年就演出了100多部的AV，因此也成為當時的熱門話題。
2014年7月，在SEGA發售的遊戲，「人中之龍」的女優人氣投票中獲得第29名，因此也獲得續作「人中之龍0 誓約的場所」的出場權利。
在2020年6月1日宣布將於2021年1月自AV界引退，原因是在2019年的檢查中發現子宮頸受傷。
同年12月與KM Produce簽訂一份專屬合約並建立網站。巧合的是安倍晉三也在同年卸任首相。

## 外部連結
- 阿部乃みく ～あべの　みく～　公式ブログ
- 阿部乃美久的X（前Twitter）
- avenomix （页面存档备份，存于）